# Державний чиновник
«Державний чиновник» (інша назва: «Держчиновник») — радянський політичний художній фільм 1930 року, режисера Івана Пир'єва, знятий на студії «Союзкіно».

## Сюжет
Кінець 1920-х років. У правлінні однієї з залізниць працює касир Аполлон Фокін. Акуратно дотримуючись регламенту робочого дня, у той же час він залишається глухим до прохань відвідувачів. Ватажок шкідницької групи, яка засіла в правлінні, організовує наліт на касира. Фокін чинить опір, а ніким не помічена валіза з грошима опиняється під сходами, де її знаходить дружина касира. Фокін отримує можливість привласнити гроші, залишаючись при цьому в очах суспільства чесною людиною. Але незабаром у його квартирі з'являється все той же грабіжник. Відбувається нова сутичка. Грабіжник арештований, а гроші повертаються в касу правління. Фокіна вшановують товариші по службі як героя. Однак на слідстві грабіжник викриває не тільки членів шкідницької організації, але й касира. Фокін, який мріяв за свої «заслуги» бути обраним до Московської Ради, потрапляє на лаву підсудних.

## У ролях
- Максим Штраух —  Аполлон Фокін, касир
- Любов Ненашева —  дружина Фокіна
- Наум Рогожин —  Аристарх Развєрзаєв, його начальник
- Леонід Юренєв —  фон Мекк, «той, що стоїть вище»
- Іван Бобров —  «істинно російська» людина
- Олександр Антонов —  голова правління дороги
- Тетяна Баришева —  черниця
- Наталія Васильєва — епізод

## Знімальна група
- Режисер — Іван Пир'єв
- Сценарист — Всеволод Павловський
- Оператор — Анатолій Солодков
- Художник — Віктор Аден